# Home, before and after
Home, before and after (с англ. — «Дом: до и после») — восьмой студийный альбом американской певицы Регины Спектор, планируемый к выходу 24 июня 2022 года на лейблах Sire Records и Warner Records. Это первая полноформатная запись Спектор за 6 лет, следующая за ее предыдущим альбомом Remember Us to Life (2016).
Анонс альбома сопровождался релизом песни «Becoming All Alone», выпущенной в качестве первого сингла. Альбом записан в северной части штата Нью-Йорк и, по словам Спектор, звучит как «самый типичный Нью-Йорк за последние десятилетия».

## Отзывы критиков
| Совокупная оценка | Совокупная оценка |
| Источник          | Оценка            |
| ----------------- | ----------------- |
| Metacritic        | 73/100            |
| Оценки критиков   |                   |
| Источник          | Оценка            |
| NME               | [ 7 ]             |
| Paste             | 8/10              |
| Slant             | [ 9 ]             |
| Sputnikmusic      | 4/5               |

## Список композиций
| №   | Название               | Длительность |
| --- | ---------------------- | ------------ |
| 1.  | «Becoming All Alone»   | 4:18         |
| 2.  | «Up The Mountain»      | 4:40         |
| 3.  | «One Man’s Prayer»     | —            |
| 4.  | «Raindrops»            | —            |
| 5.  | «SugarMan»             | —            |
| 6.  | «What Might Have Been» | —            |
| 7.  | «Spacetime Fairytale»  | —            |
| 8.  | «Coin»                 | —            |
| 9.  | «Loveology»            | 5:16         |
| 10. | «Through A Door»       | —            |